# Ван Гуанхуа
Ван Гуанхуа (кит. 王广华, род. январь 1963, Синъян, Хэнань) — китайский государственный и политический деятель, министр природных ресурсов КНР и секретарь партотделения КПК Министерства с 25 июня 2022 года.
Член Центрального комитета Компартии Китая 20-го созыва.

## Биография
Родился в январе 1963 года в уезде Синъян, провинция Хэнань.
После возобновления всекитайских государственных экзаменов в 1979 году поступил на географический факультет Пекинского университета по специальности «экономическая география». После окончания вуза в июле 1983 году принят на работу в управление землеустройства Министерства сельского хозяйства, животноводства и рыболовства КНР.
С августа 1986 года — сотрудник отдела планирования землепользования Государственного управления земельными ресурсами КНР. В декабре 1987 года вступил в Коммунистическую партию Китая.
С декабря 2008 по сентябрь 2014 гг. — начальник уханьского управления Государственной земельной инспекции КНР.
С сентября 2014 года — директор департамента кадастрового управления Министерства земельных и природных ресурсов КНР. В июле 2015 года занял должность заместителя министра земельных и природных ресурсов КНР, продолжая исполнять обязанности директора департамента кадастрового управления.
В апреле 2018 года после реорганизации Министерства вступил в должность заместителя министра природных ресурсов КНР.
24 июня 2022 года решением 35-й сессии Постоянного комитета Всекитайского собрания народных представителей 13-го созыва утверждён в должности министра природных ресурсов КНР. Одновременно возглавил партийное отделение КПК Министерства. 8 июля 2022 года по совместительству назначен Главным инспектором по вопросам национальных природных ресурсов Китайской Народной Республики.